# Peixe-boi-africano
O peixe-boi-africano (Trichechus senegalensis), ou manatim-africano, é uma espécie de peixe-boi que vive no Atlântico, habitando as águas doces e costeiras do oeste da África.